# Faltbootfreunde Brühl
Die Faltbootfreunde Brühl (FFB) sind ein gemeinnütziger Kanusportverein aus Brühl in Nordrhein-Westfalen und aktives Mitglied des DKV.

## Geschichte
Die Ursprünge der FFB liegen in der bündischen Jugend, die jedoch 1933 von den Nationalsozialisten verboten wurde. Als Reaktion darauf gründete eine Gruppe von Brühler Jugendlichen 1938 einen eigenen Kanusportverein, um unabhängig von der Einflussnahme des faschistischen Regimes zu bleiben und eigenständig Wanderfahrten mit Faltbooten auf der Sieg und dem Rhein unternehmen zu können. Nach Ausbruch des Zweiten Weltkrieges wurden zahlreiche Mitglieder der FFB in die Wehrmacht eingezogen, sechs von ihnen verloren bis Kriegsende ihr Leben. Ab 1949 konnten dank der Genehmigung der französischen Besatzungsbehörden wieder erste Wanderfahrten auf der Mosel und der Erft unternommen werden. Als Heimstätte für die vereinseigenen Faltboote diente in jenen Jahren allerdings eine alte Scheune am Rheinufer in Wesseling. 1973 zogen die FFB wieder zurück nach Brühl an den Bleibtreusee. 1984 konnte schließlich am benachbarten Heider Bergsee ein eigenes Grundstück gepachtet und ab 1987 in Eigenleistung mit dem sogenannten Willi-Feldmeyer-Haus ein eigenes Vereinsheim errichtet werden.

## Erfolge
Bereits ab 1960 begannen die FFB sich erstmals dem Kanurennsport zu widmen und erreichten rasch Medaillenplätze bei überregionalen Wildwasserrennen, darunter der spätere Vereinsvorsitzende Wolfgang Koch. In den darauffolgenden Jahrzehnten errangen einzelne Vereinsmitglieder bei Deutschen und Landesmeisterschaften zahlreiche Erfolge. Erstplatzierungen erfolgten vor allem im Kanadier und im Kajak. Vereinsmitglied Raymond Klatt erreichte außerdem bei der Weltmeisterschaft 1987 im Kanadier mit seiner Mannschaft den ersten Platz. Ab 1997 wurde der Leistungssportbereich der FFB unter Vereinstrainer Manfred Harzheim weiter ausgebaut. Unter seiner Leitung konnten die FFB unter anderem erneut einen Weltmeistertitel, fünf Vizeeuropameistertitel, einen Gesamtweltcupsieg sowie zahlreiche Deutsche und Landesmeistertitel sowohl bei den Erwachsenen als auch den Junioren holen. 2007 hatten die FFB mit zwei Bundeskadern und neun Landeskadern ihren größten Kaderbestand seit Vereinsbestehen.